# Bertulfus van Gent
Bertulfus van Gent, ook wel (in het Frans) Bertulphe de Renty of Bertoul d'Artois genoemd (geboren circa 645 - Renty 5 februari 705), was een priester in het bisdom Terwaan. Hij werkte in dienst van de lokale graaf Wambert. Hij was de eerste benedictijner abt van de door hem gestichte abdij van Renty. Renty ligt vandaag in het Franse departement Pas-de-Calais. Zijn relieken werden eeuwenlang bewaard in Gent (vandaar zijn naam).

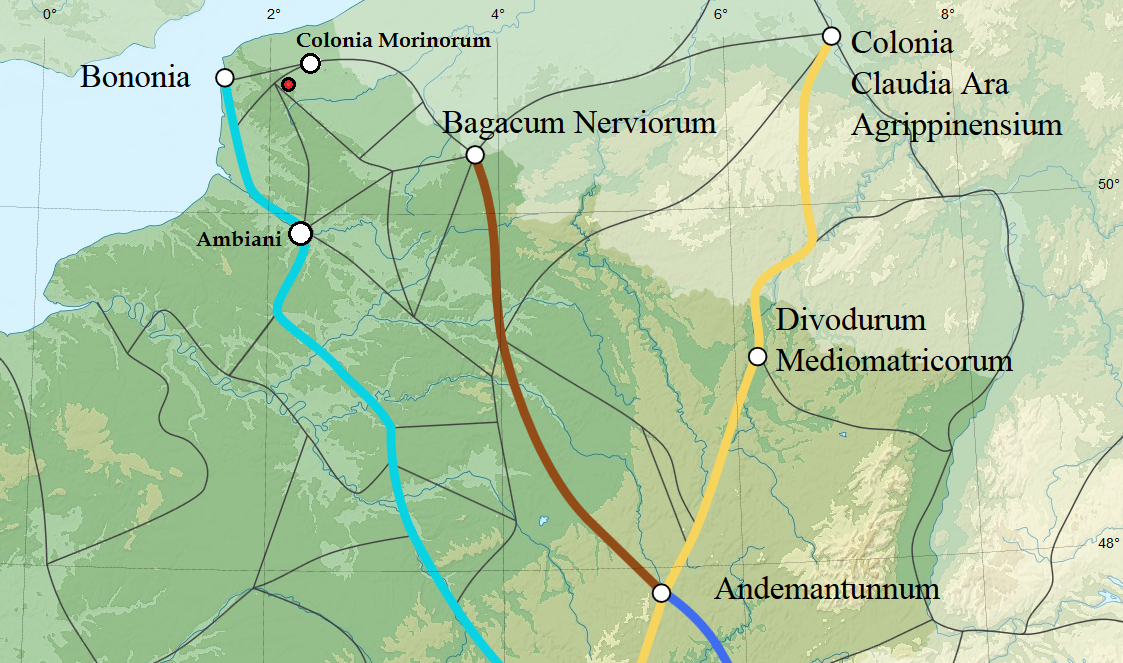
Romeinse heirbanen naar het land van de Morini; rode stip = Renty

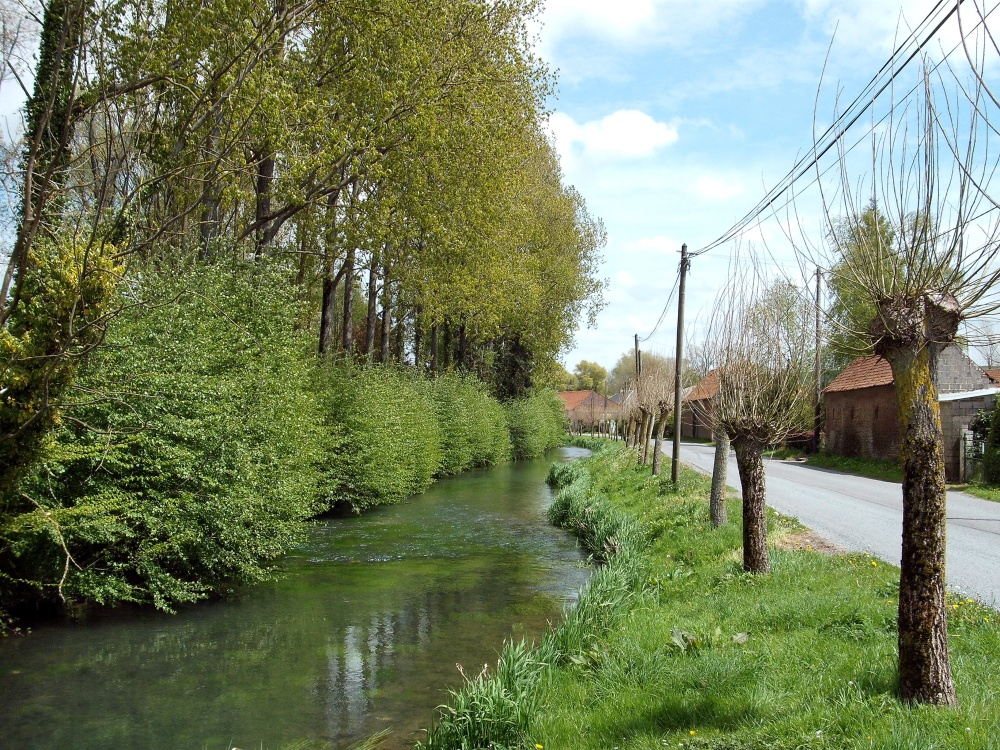
Renty in Artesië aan de rivier de Aa

## Levensloop

### Doop
Bertulfus groeide op hetzij in Pannonia hetzij in Allemannia; er bestaan geen geschreven bronnen hierover. Zijn geboortejaar wordt rond 645 geschat op basis van latere vermeldingen van zijn hoge leeftijd. Zijn ouders zouden weinig bemiddeld zijn geweest. Bertulfus wenste zich een beter leven toe en koos voor het christendom. Doch zijn ouders volgden hem duidelijk niet in het christelijk geloof. Bertulfus trok weg, waarschijnlijk volgens de oude Romeinse heirbanen, naar het land van de Morini. De religieuze politiek van de Merovingische koningen bestond er namelijk in de leegstaande bisdommen in Belgica Secunda, de voormalige Romeinse provincie in Frankische handen, nieuw leven in te blazen. Dit algemeen gegeven suggereert dat Bertulfus afkomstig was van Allemannia. Allemannia lag in het Merovingische deelkoninkrijk Austrasië en de Colonia Morinorum lag in Neustrië.
Concreet stelde Bertulfus zichzelf voor aan Audomarus, de eerste bisschop van Sint-Omaar in Terwaan of Colonia Morinorum, de stad van de Morini Dit nieuw gestichte bisdom was in volle expansie met verspreiding van het geloof onder impuls van Audomarus. De heilige Audomarus doopte Bertulfus en wijdde hem later tot priester. Nochtans begon Bertulfus hierna niet aan een kerkelijke carrière.

### Zaakvoerder
Bertulfus geraakte bevriend met de Merovingische graaf Wambert en zijn vrouw Homburge. Wambert was graaf van Renty (Latijn: Rentiacum) en Terwaan in het Merovingische Neustrië. Bertulfus werd de echte zaakvoerder van het graafschap: hij beheerde de landerijen en opbrengsten van het grafelijk koppel. De zaken gingen vrij goed. De graaf en de gravin hadden geen kinderen en duidden Bertulfus aan als hun erfgenaam en/of adoptiezoon. Graaf Wambert liet met zijn middelen kerken bouwen op aangeven van Bertulfus. De graaf en de gravin zouden twee reizen naar Rome gemaakt hebben. De eerste reis zonder Bertulfus en de tweede reis met hem. Bertulfus had het volle vertrouwen gewonnen van het koppel. Na hun overlijden stichtte Bertulfus de benedictijner abdij van Renty, aan de oever van de Aa. Bertulfus werd de eerste abt. De monniken van Renty droegen bij tot de politiek van evangelisatie van het bisdom Terwaan (en tot de politiek van de Merovingers).  

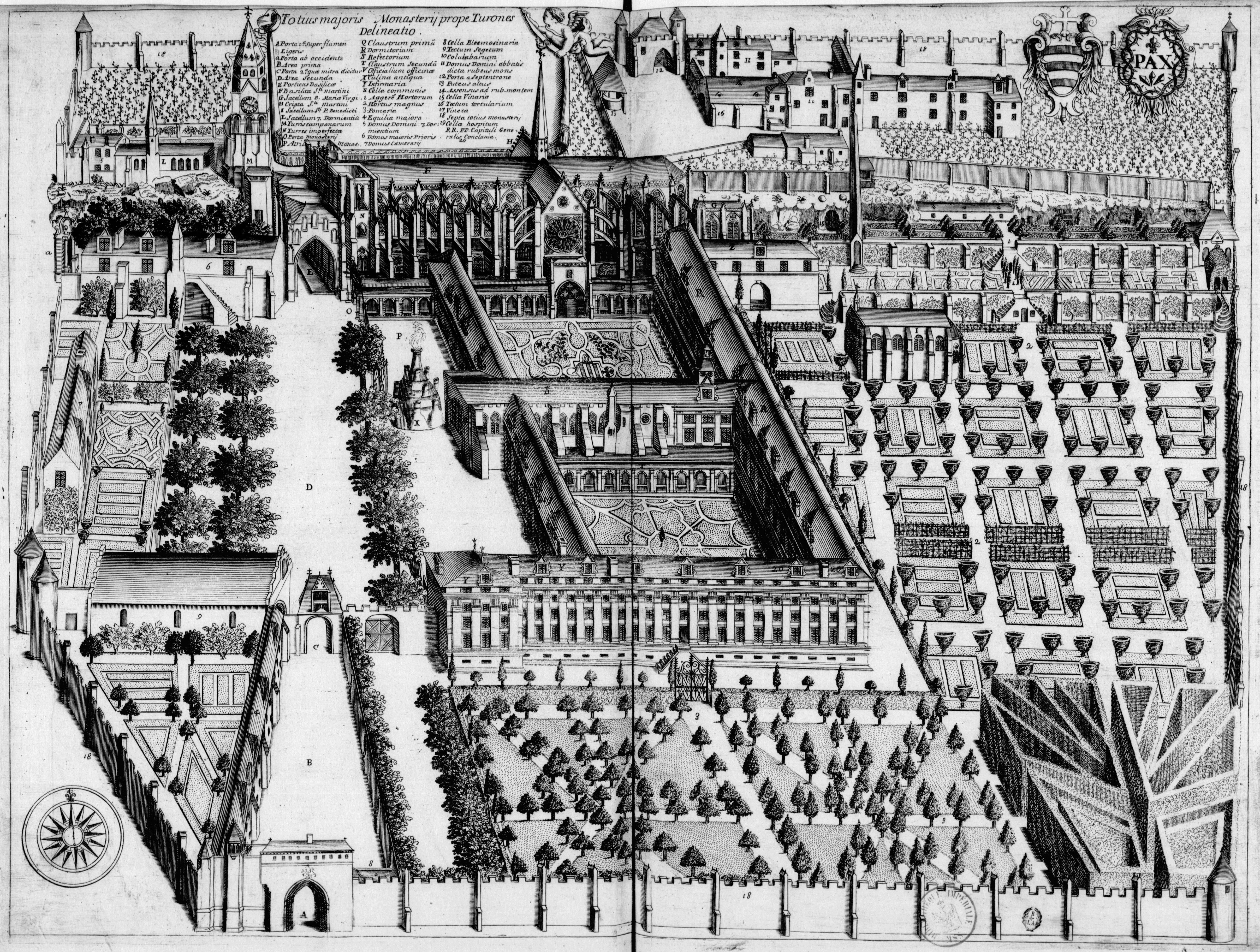
De grote benedictijner abdij van Marmoutier (Tours) nam de kleine abdij van Renty over.

### Heiligenverering
In 705 stierf Bertulfus en werd hij begraven in de kerk van Saint-Denis van Renty; de abdij bestond maar uit enkele cellen, zonder abdijkerk. Hij werd heilig verklaard en zijn graf in Renty werd een bedevaartsoord, omwille van mirakels waarover bedevaarders vertelden. Hij werd aanroepen tegen stormweer op zee. Later werden relieken van Bertulfus aanbeden in Boulogne-sur-Mer (9e eeuw), Harelbeke (10e eeuw) en Gent (11e eeuw). Dit wijst erop dat zijn naam bekend was buiten het bisdom Terwaan, in de naburige bisdommen Atrecht en Doornik. Van de 11e eeuw tot de 16e eeuw lagen zijn relieken plechtig uitgestald in de Sint-Pietersabdij in Gent. De heilige Bertulfus werd genoemd van Gent. Het schrijn zou Bertulfus afgebeeld hebben met een wandelstok, zoals Abraham uit het Oude Testament ooit wegtrok uit zijn land Ur in het Oosten. Sommige Gentenaars twijfelden of Bertulfus ooit wel abt geweest was, omdat hij nooit als abt is beschreven noch afgebeeld (Latijn: nusquam abbas dicitur, nec talis depingitur). Bij de Beeldenstorm haalden Gentse calvinisten het hele schrijn met inhoud weg. 
De kleine abdij van Renty werd overgenomen door de benedictijnen van Marmoutier bij Tours aan de Loire (12e eeuw). Het werd een priorij van Marmoutier tot de priorij van Renty opgedoekt werd in de 17e eeuw.